# Daejeon World Cup Stadium
Il Daejeon World Cup Stadium (대전 월드컵 경기장) è uno stadio di calcio situato a Daejeon (Corea del Sud).
Venne inaugurato nel 2001, un anno prima del mondiale nippo-coreano, e ospita le gare interne del Daejeon Citizen Football Club, la squadra locale.
Durante il Mondiale 2002 ospitò tre gare, tra cui l'ottavo di finale tra Italia e Corea del Sud, vinto dai coreani per 2-1 al golden gol.
- Spagna -  Sudafrica 3-2 (gruppo B) il 12 giugno
- Polonia -  Stati Uniti 3-1 (gruppo D) il 14 giugno
- Corea del Sud -  Italia 2-1 d.t.s. (Ottavi di Finale) il 18 giugno